# Meebox
Meebox es una empresa mexicana especializada en el diseño y desarrollo de computadoras y otros aparatos electrónicos de consumo. Meebox cuenta con operaciones en América Latina y los Estados Unidos. Fue la primera empresa mexicana en fabricar un tablet PC totalmente funcional, y es una de tres empresas mexicanas que fabrican tabletas.  En septiembre de 2011, la empresa mexicana de telecomunicaciones Telmex comenzó a vender tabletas Meebox para el uso del servicio de internet inalámbrico 3G de Telcel. En 2012, Honda  Motor Corporation de Japón comenzó a utilizar tabletas y computadoras de Meebox en sus puntos de venta, convirtiéndose en el primer cliente mayor en el extranjero.

## Productos

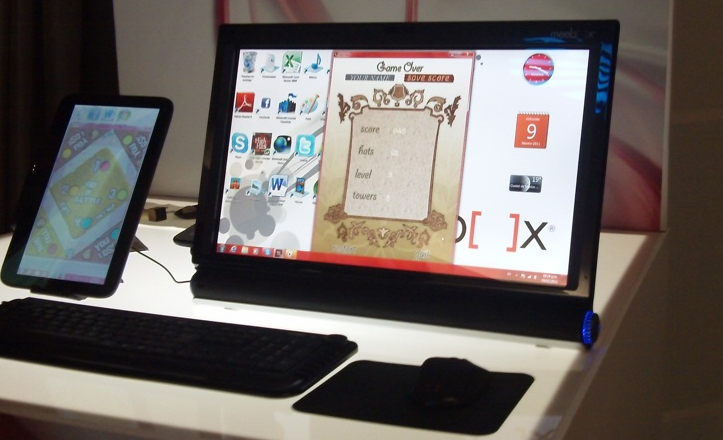
Meebox touch y el Meebox Slate tablet PC.

Meebox produce una amplia gama de productos electrónicos de consumo, incluso, computadoras de escritorio, pantallas LCD, paneles solares, netbooks, computadoras portátiles, cámaras web, altavoces, memoria RAM, unidades de DVD, teclados, cables, adaptadores, auriculares.
La mayoría de las ventas de Meebox provienen de dos productos: un PC Todo-en-uno, el Meebox touch y un tablet PC equipado con Windows, la Meebox slate.